# Lista de alferes-mores do Reino de Portugal
O alferes-mor do Reino de Portugal, simplesmente alferes-mor de Portugal ou ainda alferes-mor de el-Rei constituía o alto oficial da Coroa que tinha como função levar a bandeira do Rei de Portugal no campo de batalha. Até à criação do cargo de condestável de Portugal, o alferes-mor exercia, por inerência, a função de comandante-chefe do Exército. A partir de então, tornou-se num cargo essencialmente honorífico, existindo até ao final da Monarquia.

## Lista deAlferes-moresda Casa Real doReino de Portugal
| #   | Nome (Nascimento–Morte)                                                         | Retrato | Início do mandato | Fim do mandato | Notas | Rei                                 |
| --- | ------------------------------------------------------------------------------- | ------- | ----------------- | -------------- | ----- | ----------------------------------- |
| 01º | Nuno Pais de Azevedo O Vida                                                     |         | 1097              | 1097           |       | Teresa de Leão Henrique de Borgonha |
| 02º | Paio Soares da Maia                                                             |         | 1112              | 1112           |       | Teresa de Leão Henrique de Borgonha |
| 03º | Nuno Soares II Velho                                                            |         | 1117              | 1117           |       | Teresa de Leão Henrique de Borgonha |
| 03º | Lourenço Viegas de Ribadouro O Espadeiro (1110-1160)                            |         | 1129              | 1129           |       | Afonso I                            |
| 04º | Fernão Peres de Soverosa (c.1120 — depois de 1155)                              |         | 1129              | 1137           |       | Afonso I                            |
| 05º | Garcia Mendes I de Sousa (antes de 1125-depois de 1141)                         |         | 1138              | 1141           |       | Afonso I                            |
| 06º | Álvaro Peres de Soverosa                                                        |         | 1142              | 1145           |       | Afonso I                            |
| 07º | Mem Fernandes II de Bragança (antes de 1130-depois de 1161)                     |         | 1146              | 1147           |       | Afonso I                            |
| 08º | Pedro Pais da Maia O Alferes (antes de 1147— c.1198)                            |         | 1147              | 1169           |       | Afonso I                            |
| 09º | Infante Fernando Afonso de Portugal (1135-1207)                                 |         | 1169              | 1173           |       | Afonso I                            |
| 10º | Mendo Gonçalves I de Sousa (c.1140 — c.1192)                                    |         | 1173              | 1176           |       | Afonso I                            |
| 11º | Infante Pedro Afonso de Portugal (c.1130 — 9 de maio de 1169 ou depois de 1183) |         | 1179              | 1189           |       | Afonso I                            |
| 12º | Rui Rodrigues de Pereira                                                        |         | 1190              | 1191           |       | Sancho I                            |
| 13º | Rodrigo Mendes de Sousa ( — c.1230)                                             |         | 1192              | 1192           |       | Sancho I                            |
| 14º | Martim Vasques de Soverosa ( — c.1196)                                          |         | 1193              | 1195           |       | Sancho I                            |
| 13º | Rodrigo Mendes de Sousa ( — c.1230)                                             |         | 1196              | 1198           |       | Sancho I                            |
| 15º | Paio Moniz de Ribeira ( — c.1202)                                               |         | 1199              | 1202           |       | Sancho I                            |
| 16º | Martim Fernandes de Riba de Vizela (1160-?)                                     |         | 1203              | 1211           |       | Sancho I                            |
| 17º | Soeiro Raimundes de Riba de Vizela (antes de 1200-depois de 1211)               |         | 1211              | 1211           |       | Afonso II                           |
| 18º | Martim Anes de Riba de Vizela (? - depois de 1240)                              |         | 1217              | 1224           |       | Afonso II                           |
| 19º | João Fernandes de Lima (? — 1245)                                               |         | 1224              | 1224           |       | Sancho II                           |
| 20º | Fernão Fernandes de Bragança                                                    |         | 1225              | 1226           |       | Sancho II                           |
| 21º | Pedro Lourenço                                                                  |         | 1236              | 1236           |       | Sancho II                           |
| 22º | Martim Peres de Vide                                                            |         | 1245              | 1245           |       | Sancho II                           |
| 23º | João Afonso Telo de Meneses (?-1249)                                            |         | 1248              | 1255           |       | Afonso III                          |
| 24º | Gonçalo Garcia de Sousa (c.1215 — 1285 ou 1286)                                 |         | 1255              | 1284           |       | Afonso III                          |
| 26º | Martim Gil de Riba de Vizela                                                    |         | 1285              | 1295           |       | Dinis I                             |
| 27º | Martim Gil II de Riba de Vizela                                                 |         | 1295              | 1312           |       | Dinis I                             |

- Mem Soares de Melo - c. 1240
- João Afonso, senhor da Lousã - c. 1318
- Gonçalo Gomes de Azevedo
- Gil Vasques da Cunha - c. 1360
- João Esteves Carregueiro
- João Gomes da Silva - 1399
- João Vaz de Almada[1]
- Henrique de Meneses, 4.º Conde de Viana (do Alentejo)
- Duarte de Almeida - 1476
- D. Pedro de Meneses, 1.º Conde de Cantanhede
- D. Jorge de Menezes - c. 1540
- Luís César de Meneses, alcaide-mor de Alenquer - c. 1600
- Fernão Teles de Meneses, conde de Vilar Maior - 1640
- Vasco Fernandes César de Meneses, conde de Sabugosa - 1673
- D. João José Ausberto de Noronha - 1725
- D. António Maria de Melo da Silva César de Menezes, conde de Sabugosa - 1743
- D. José António de Melo da Silva César de Menezes, marquês de Sabugosa - 1763
- D. António José de Melo da Silva César de Menezes, conde de São Lourenço - 1794
- D. António Maria José de Melo da Silva César e Menezes, marquês de Sabugosa - 1825
- D. Vasco de Sabugosa, conde de S. Lourenço - 1908